# Antronapass
Der Antronapass, früher auch Saaserberg oder Saaserfurka, ital. Passo di Saas, ist ein 2838 m ü. M. hoher Saumpass über die Alpen. Auf der Passhöhe verläuft die Grenze zwischen Italien und der Schweiz. Der Antronapass verbindet die Gemeinde Saas-Almagell 1672 m ü. M. im Kanton Wallis mit Antrona Schieranco 902 m ü. M. im Valle Antrona in Italien.
Der Antronapass wurde erstmals im Jahr 1217 erwähnt. 1415 vereinbarten die Einwohner der beiden Täler den Pass zu eröffnen und ihn zu unterhalten. Nach 1791 wurde der Weg zum Saumpfad ausgebaut und teilweise gepflastert. 1792 wurde auf der Passhöhe eine Salzsuste eröffnet. Nach der Eröffnung des Simplonpasses endete der interregionale Warenverkehr zwischen den beiden Tälern.

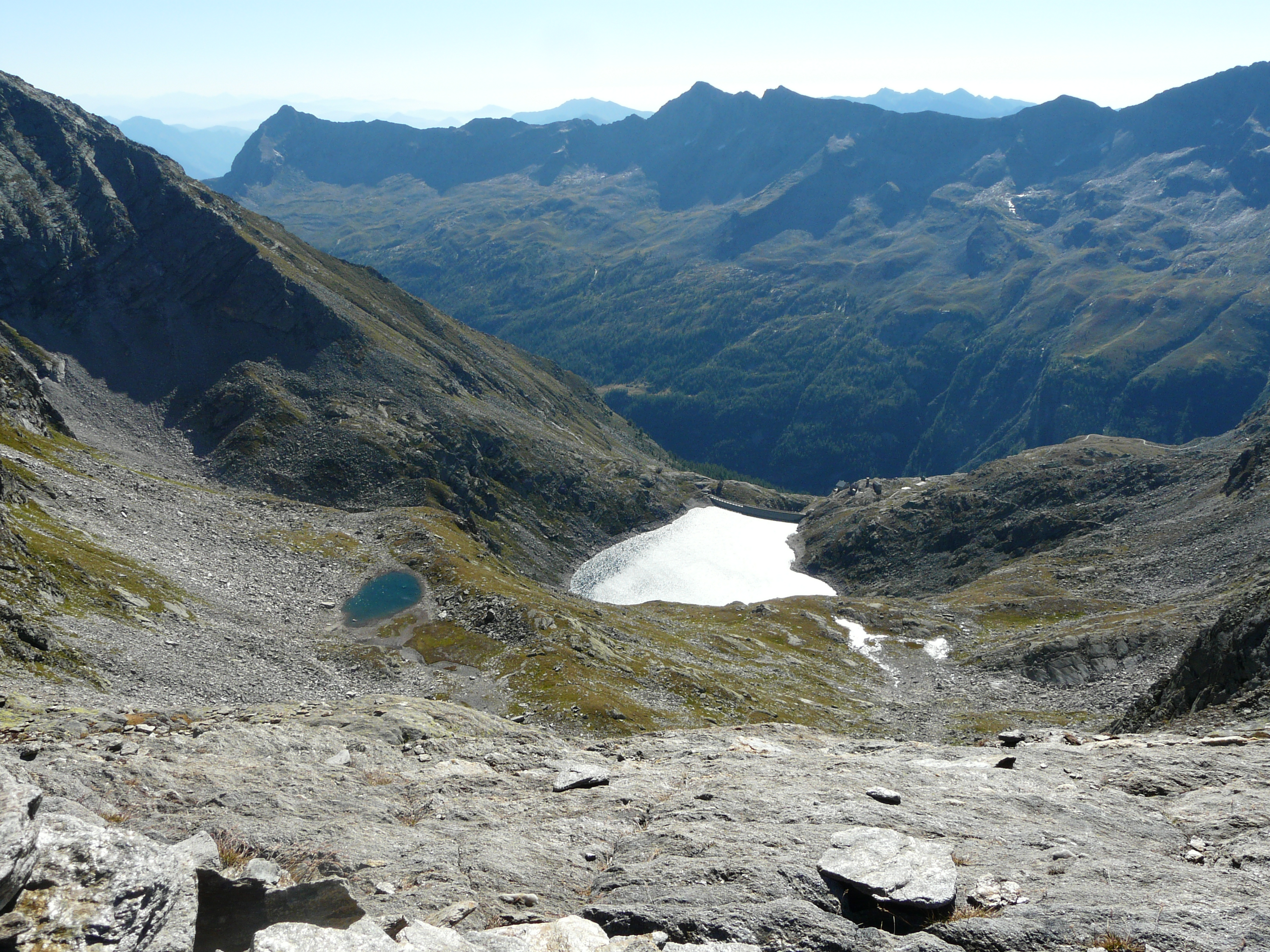
Blick vom Pass auf den Lago Cingino
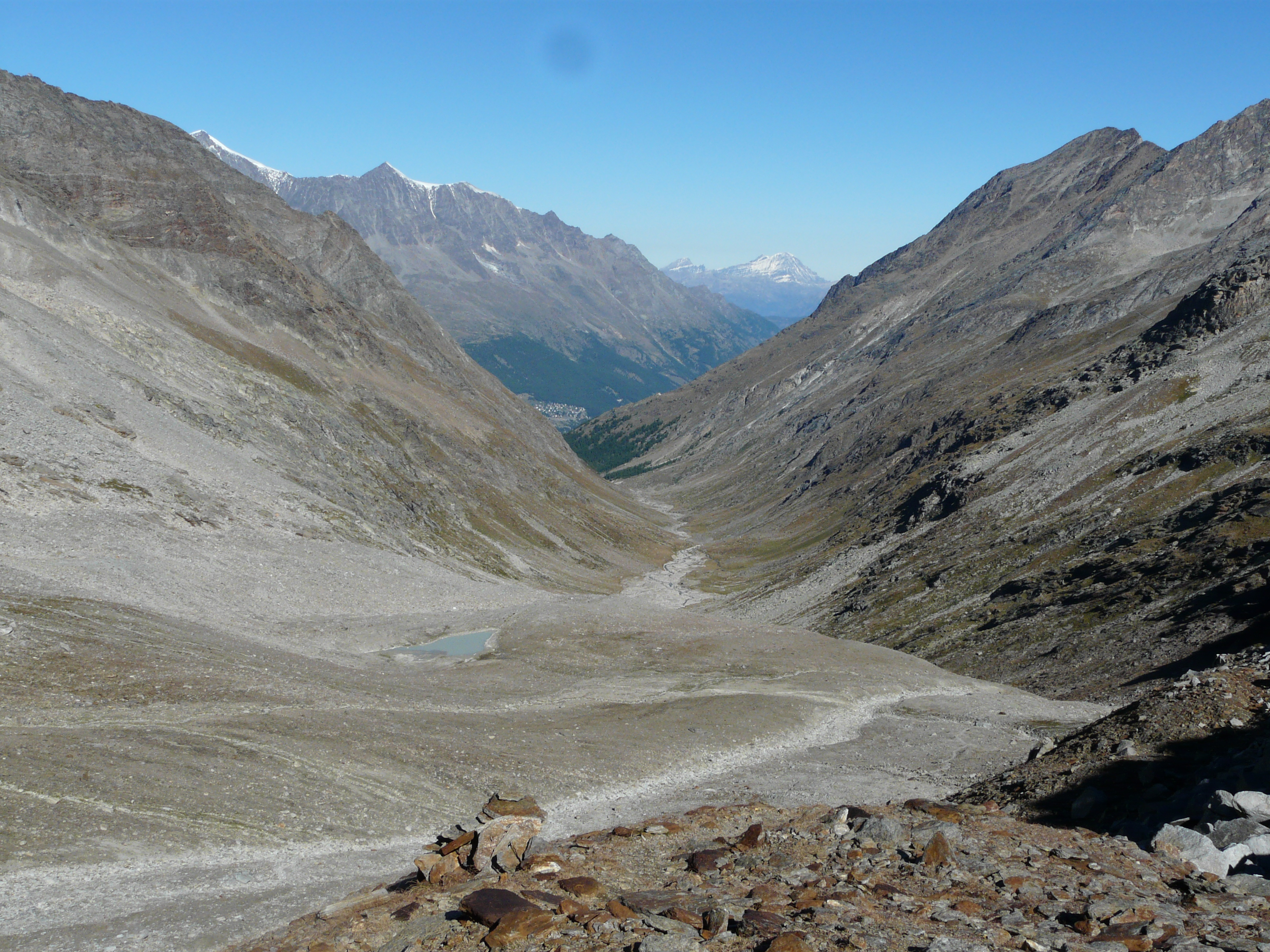
Blick vom Pass ins Furggtälli